# 金子敦
金子 敦（かねこ あつし、1959年11月29日 -  ）は、日本の俳人。号として抱仙。

## 経歴
神奈川県横浜市生まれ。1985年、作句を始める。1987年、俳誌「門」入会、1989年、「門」新人賞受賞、1997年、門同人賞受賞。また、同年、作品「砂糖壷」にて第11回俳壇賞受賞。2002年、「門」を退会。その後「新樹」を経て、現在は「出航」に所属。2011年より、さかえ未来塾俳句教室講師を務める。

## 著書
- 第一句集『猫』　ふらんす堂、1996年
- 第二句集『砂糖壺』　本阿弥書店、2004年
- 第三句集『冬夕焼』　ふらんす堂、2008年
- 第四句集『乗船券』　ふらんす堂、2012年
- 第五句『音符』　ふらんす堂、2017年